# Антон Гюнтер II (Шварцбург)
Антон Гюнтер II фон Шварцбург-Зондерсхаузен-Арнщат (на немски: Anton Günther II von Schwarzburg-Sondershausen zu Arnstadt; * 10 октомври 1653 в Зондерсхаузен; † 20 декември 1716 в Арнщат) е от 1666 г. граф на Шварцбург-Зондерсхаузен, от 1681 г. граф на Шварцбург в Арнщат, от 1697 г. княз на Шварцбург, граф на Хонщайн, господар на Зондерсхаузен, Арнщат и Лойтенберг.
Той е вторият син на граф Антон Гюнтер I фон Шварцбург-Зондерсхаузен (1620–1666) и съпругата му Мария Магдалена, родена пфалцграфиня на Биркенфелд (1622–1689), дъщеря на пфалцграф и херцог Георг Вилхелм фон Пфалц-Цвайбрюкен-Биркенфелд.
През 1666 г. той наследява баща си заедно с по-големия му брат Христиан Вилхелм (1647–1721). Техен опекун е чичо им Лудвиг Гюнтер II (1621–1681).
През 1681 г. братята разделят земята. Антон Гюнтер II става граф на Шварцбург-Арнщат. На 3 септември 1697 г. двамата братя са издигнати на имперски князе от император Леополд I. Приемането в имперския княжески съвет става едва през 1754 г. Саксонската курфюрстката и херцогска фамилия предизиква това закъснение.
Князът назначава тогава 17-годишен Йохан Себастиан Бах за свой органист в Арнщат.
След смъртта на Антон Гюнтер през 1716 г. Арнщат отива обратно на Христиан Вилхелм фон Шварцбург-Зондерсхаузен.

## Фамилия
Антон Гюнтер II се жени на 7 август 1684 г. във Волфенбютел за принцеса Августа Доротея фон Брауншвайг-Волфенбютел (1666 – 1751) от род Велфи, дъщеря на херцог Антон Улрих фон Брауншвайг-Волфенбютел и съпругата му Елизабет Юлиана фон Холщайн-Норбург. Бракът е бездетен.